# Saldinia oblongifolia
Saldinia oblongifolia är en måreväxtart som beskrevs av Cornelis Eliza Bertus Bremekamp. Saldinia oblongifolia ingår i släktet Saldinia och familjen måreväxter. Inga underarter finns listade i Catalogue of Life.